# Pterotocera ussurica
Pterotocera ussurica là một loài bướm đêm trong họ Geometridae.